# Lac d'Estom

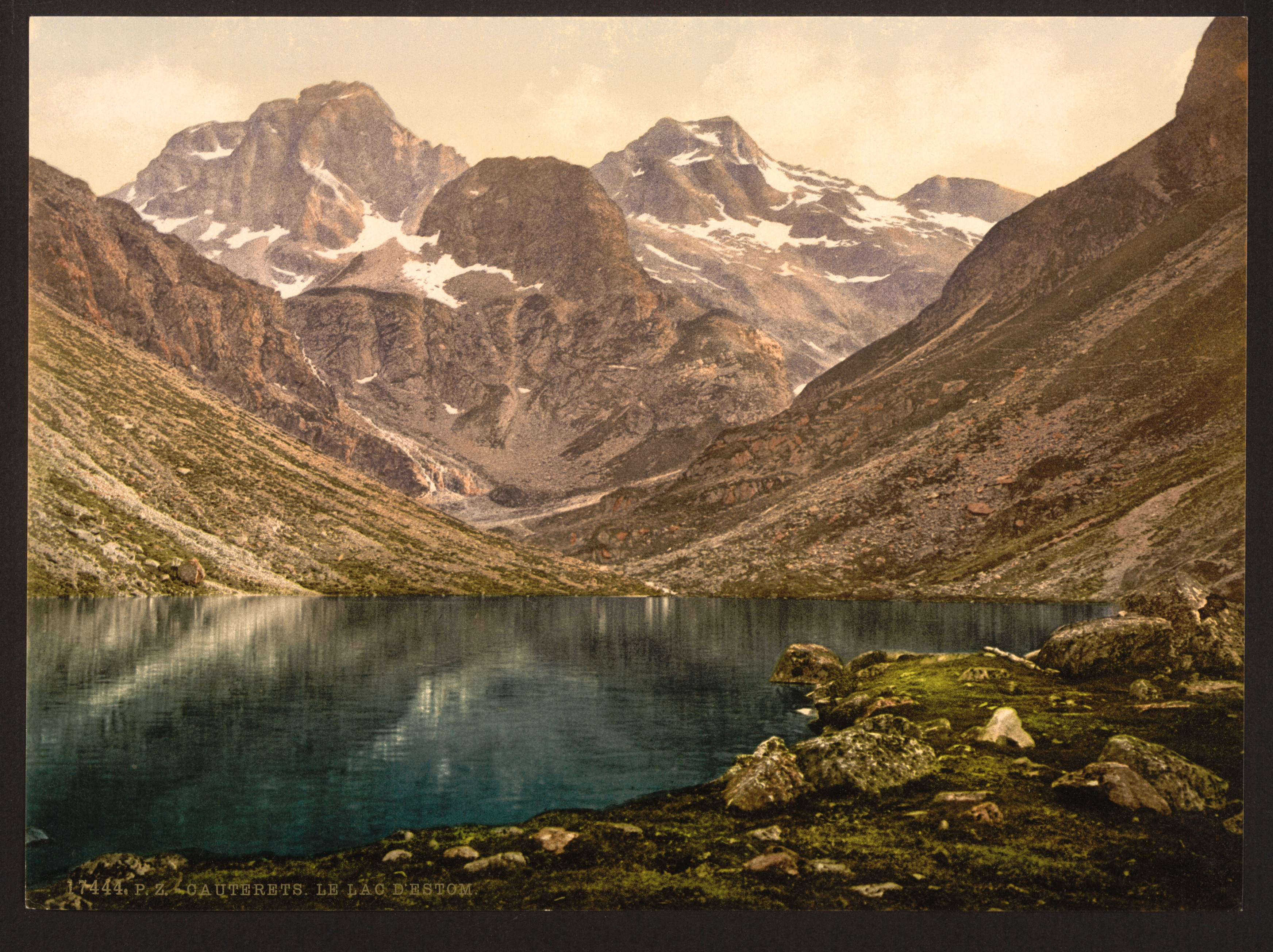
Le lac d'Estom près de Cauterets dans les Pyrénées (années 1940)

Le lac d'Estom est un lac pyrénéen français situé administrativement dans la commune de Cauterets dans le département français des Hautes-Pyrénées, en Lavedan.
Le lac a une superficie de 6,7 ha pour une altitude de 1 804 m, il atteint une profondeur de 18 m.

## Toponymie
La vallée du Lutour également nommée vallée d'Estom est une vallée située dans la zone centrale des Pyrénées françaises, au-dessus de la ville de Cauterets.

## Géographie
Au bord de ce lac se trouve le refuge d'Estom.

Le lac d'Estom est dominé par le pic d'Estom Soubiran (2 829 m) et par le pic de Labas (2 946 m).

### Topographie
| Lacs d'Estibe Aute          | Gave du Lutour |                           |
| Pic d'Estibe Aute (2 816 m) | lac d'Estom    | Pic de Cestrède (2 947 m) |
| Pic de la Sède (2 976 m)    | Lac de Labas   | Estom Soubiran            |

## Protection environnementale
Le lac est situé dans le parc national des Pyrénées.

## Voies d'accès

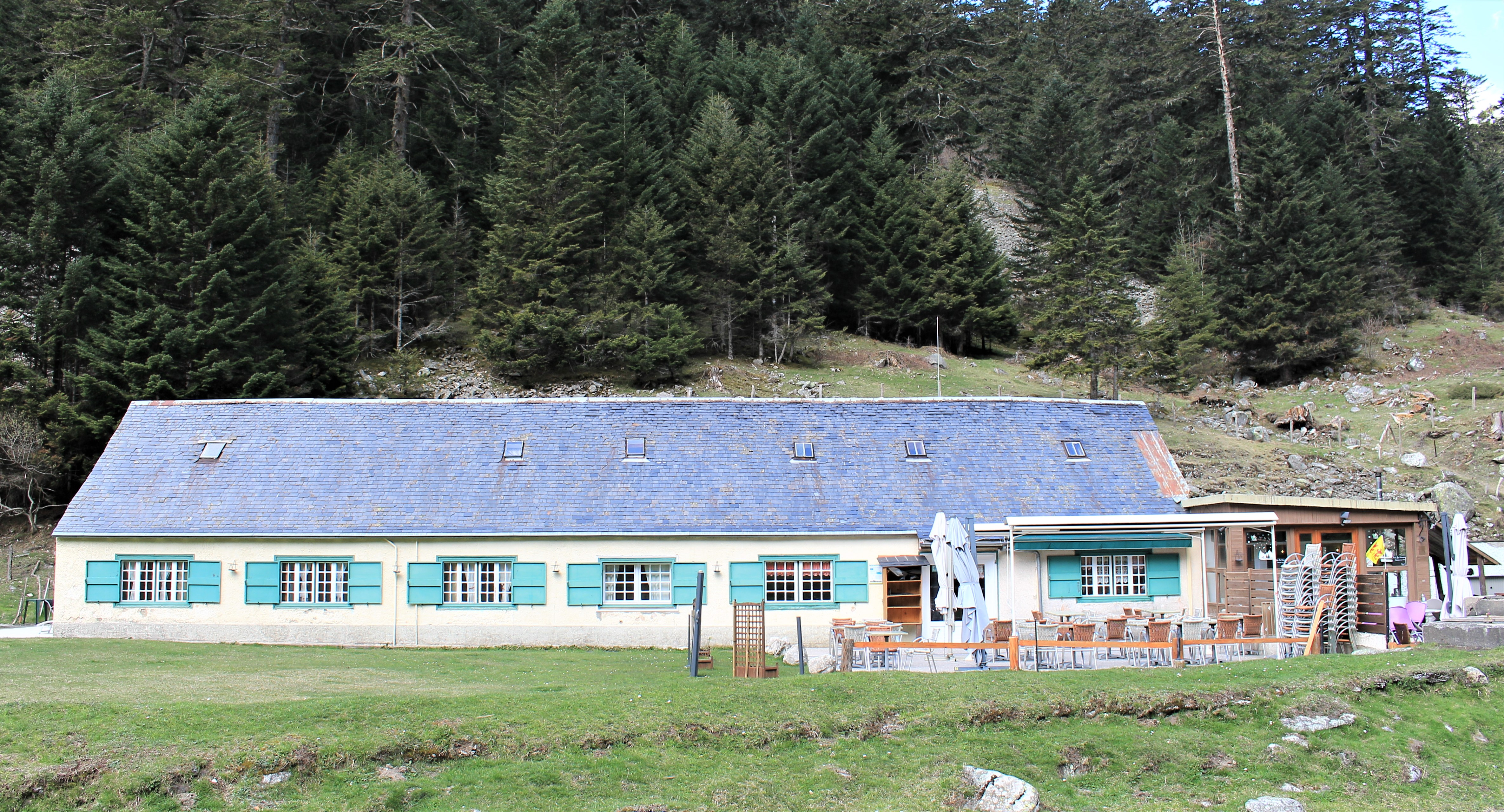
Hôtellerie de la Fruitière.

C'est un petit lac accessible très facilement depuis le parking de la Fruitière (1 371 m).

- Depuis l'hôtellerie de la Fruitière, le lac d'Estom est atteint en moins de deux heures : la balade est très facile et bien tracée, Le sentier est large et jamais très raide.
- Du lac d'Estom, il est possible de rejoindre le col d'Arraillé puis le refuge des Oulettes de Gaube (2 151 m) au pied du Vignemale et de rejoindre la vallée d'Ossoue par les cols de Labas et d’Estom Soubiran.
- Au départ du lac, on peut rejoindre la vallée de Gaube à l'ouest par les cols d'Arraillé (2 583 m), d'Estibe Aute (2 622 m) ou de Bernadole (2 608 m).